# Let’s Do It! World
Let’s Do It! World – światowy ruch społeczny, zapoczątkowany w Estonii, zachęcający ludzi na całym świecie do udziału w szeregu lokalnych, krajowych i regionalnych akcji sprzątania świata. Ruch jest między innymi inicjatorem World Cleanup Day.
Ruch Let’s Do It! rozpoczął działalność w 2008, w Estonii organizując krajową akcję sprzątania pod nazwą: Let’s do it! (po estońsku: „Teeme Ära!”), w ramach której 50 tys. ochotników zebrało w jeden dzień 10 tys. ton śmieci z nielegalnych wysypisk. Idąc przykładem Estonii wiele krajów zainicjowało własne akcje sprzątania. W 2011 rozpoczęto nową inicjatywę nazwaną Let’s do it! World, której celem było promowanie masowych akcji sprzątania od 24 marca 2012 do 15 września 2012. Po sukcesie projektu World Cleanup 2012 nowy, większy cel, to organizacja kolejnej światowej akcji Wold Cleanup Day w 2018.

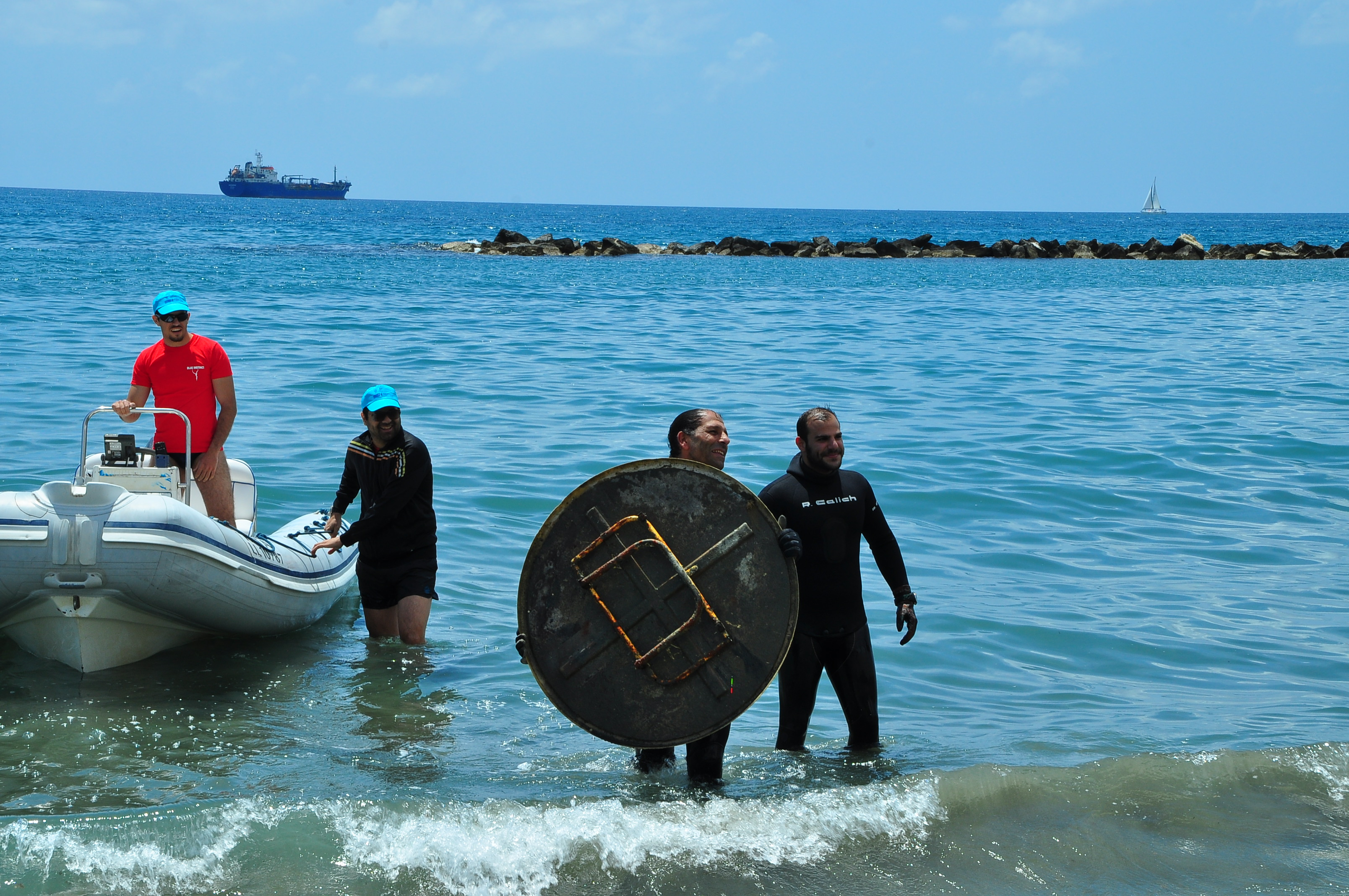
Let’s Do It! Morze Śródziemne 2014, Cypr

W 2016 ruch tworzył sieć obecną w 113 krajach. Łącznie 14 milionów uczestników wzięło udział w akcjach ruchu (dane na rok 2016).
Let’s Do It! World jest akredytowanym członkiem Programu Środowiskowego Organizacji Narodów Zjednoczonych (UNEP). Od 2017 ruch używa jako symbolu znak W, czyli Trzy Palce do Góry.

## Początki ruchu masowego sprzątania
3 maja 2008 ponad 50 tys. osób wyszło ze swoich domów by posprzątać Estonię, podczas gdy pozostali mieszkańcy kraju śledzili postęp prac dzięki zaangażowaniu w akcję wszystkich środków masowego przekazu. Te 50 tys. obywateli, to 4% populacji 1,3-milionowej Estonii, co odpowiadałoby 15,3 milionom w USA czy 57 milionom w Indiach. Idea ruchu zyskała popularność w całej Europie i poza jej granicami. Wiosną 2009 Łotwa i Litwa zorganizowały masowe sprzątania, w których uczestniczyło 250 tys. osób. W kolejnych akcjach liczba uczestników rosła z roku na rok. 20 marca 2010 w Portugalii 200 tys. osób brało udział we wspólnym sprzątaniu. Następne sprzątanie odbyło się w Słowenii, gdzie w akcję zaangażowana była rekordowa liczba osób. 270 tys. uczestników akcji to 13% ogółu populacji kraju. Na początku czerwca 2010 odbyło się sprzątanie na Ukrainie, podczas którego posprzątano Kijów. Pod koniec 2011 ponad 2,5 miliona osób uczestniczyło w akcji Let’s Do It! w 16 krajach: Estonii, Indiach, Słowenii, Serbii, Finlandii, Rumunii, Portugalii, Bułgarii, Mołdawii, Kambodży, Rosji, Brazylii, Łotwie, Litwie, Ukrainie oraz na Węgrzech.

## World Cleanup 2012
W 2012, od 24 marca do 25 września odbyło się szereg akcji sprzątania na całym świecie, na wszystkich kontynentach, w których uczestniczyły miliony wolontariuszy z 96 krajów. Akcję zainicjowało sprzątanie 24 marca w Słowenii i Portugalii.
Inicjatorzy światowej akcji Let’s Do It! organizowali warsztaty i regionalne spotkania przed światowym wydarzeniem World Cleanup 2012 na całym świecie by przekazać zdobyte doświadczenia oraz spotykać się z lokalnymi grupami. Każda grupa czy organizacja przeprowadzała akcję sprzątania we własnym kraju.

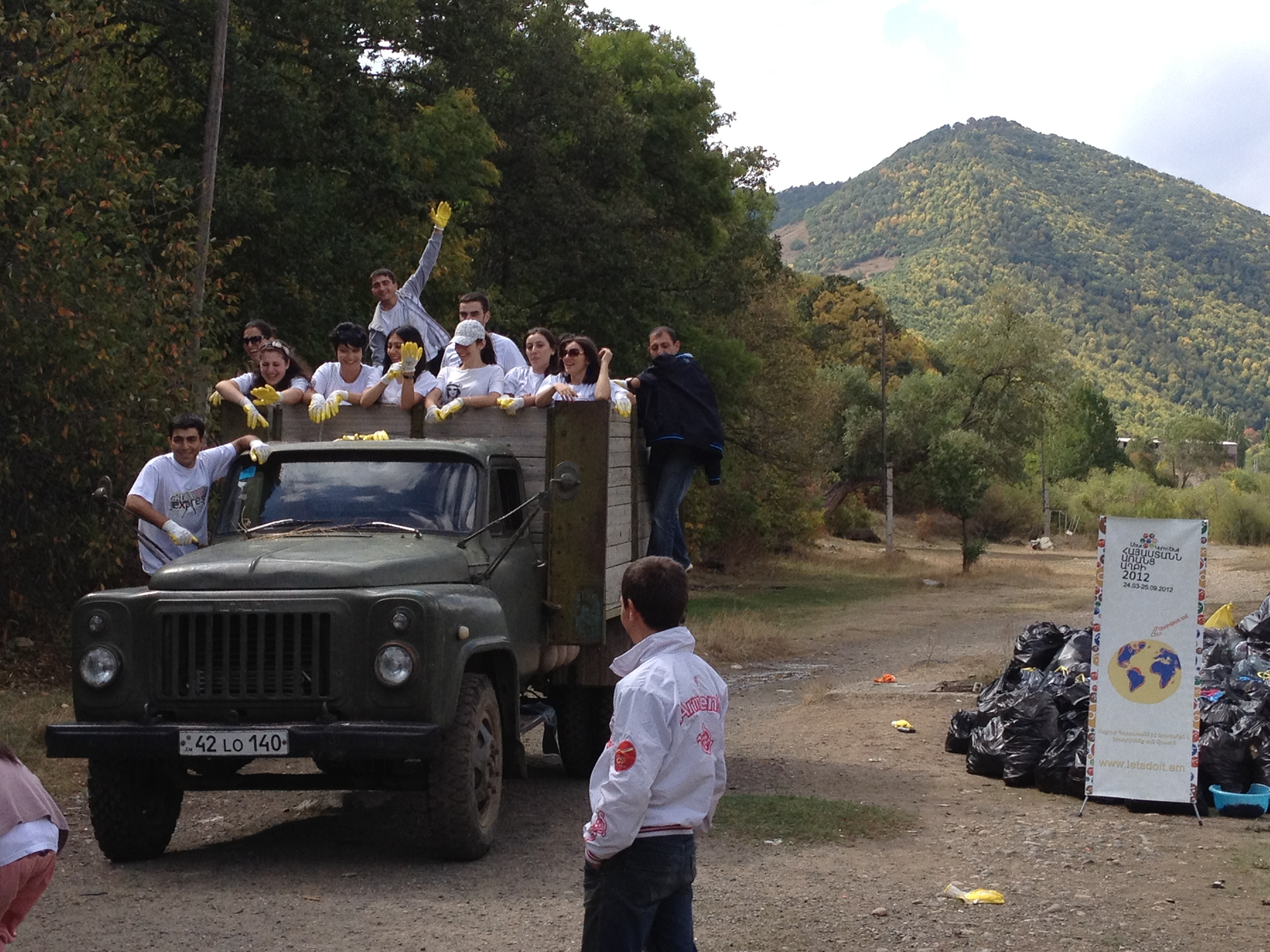
Armenia

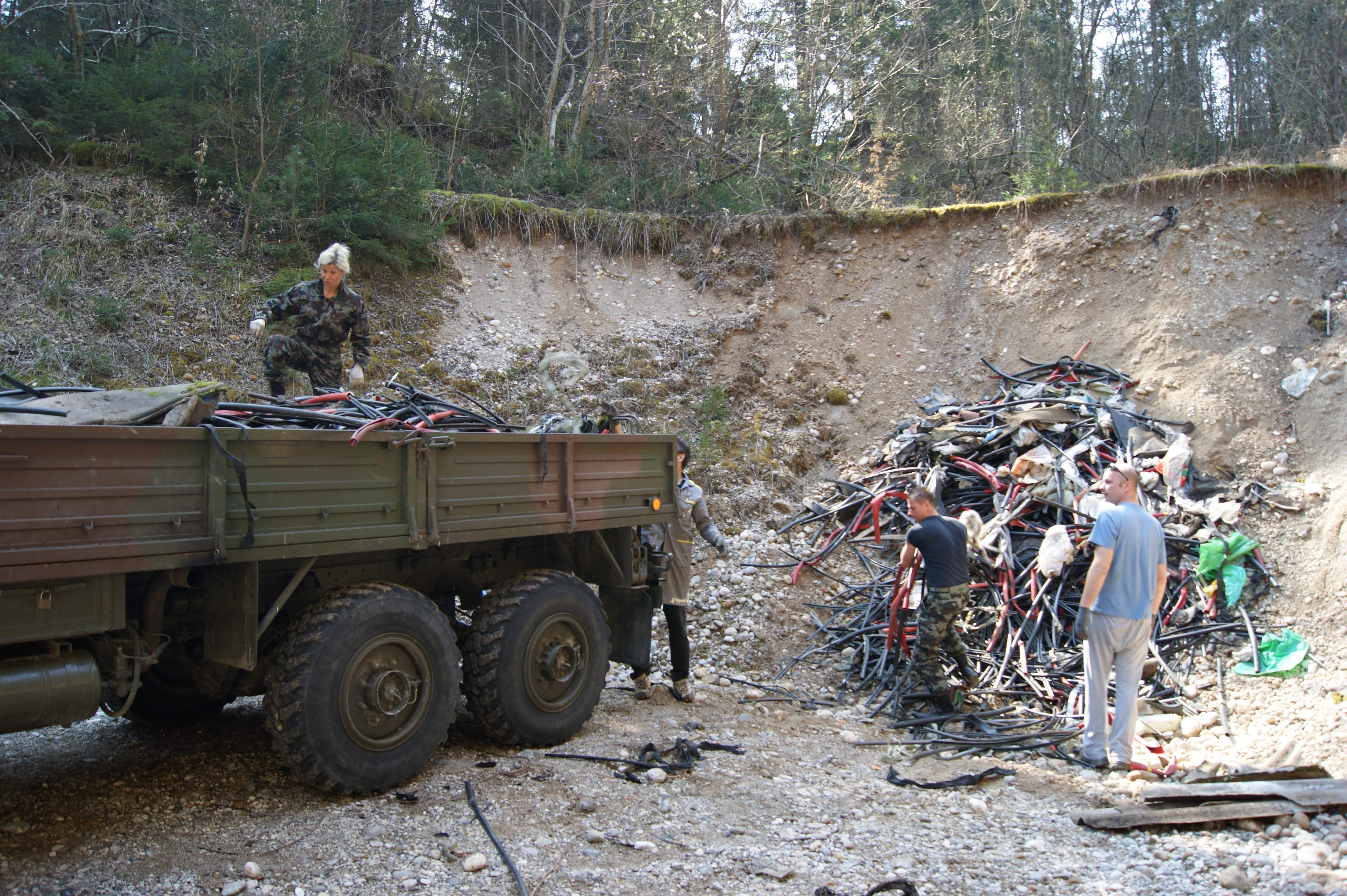
Słowenia

## Akcje World Cleanup do 2018
Podczas konferencji Let’s Do it! Clean World Conference w Prisztinie, Kosowo w dniach 6–9 lutego 2014, uzgodniło, że celem światowego ruchu jest wysprzątanie nielegalnych wysypisk na całym świecie, a później utrzymanie czystej planety, by doprowadzić do niezbędnej transformacji światowej społeczności, krajowi liderzy sprzątania ustanowili ambitny cel, który wymaga zaangażowania 380 milionów ludzi na całym świecie do 2018. Według Let’s Do It! World, taka liczba zaangażowanych osób stanowi 5% światowej populacji i powinna wystarczyć do wprowadzenia trwałych zmian.

## Akcja World Cleanup Day (Światowy Dzień Odśmiecania) w Polsce
Polska również przyłączyła się do tego światowego projektu. Za jego realizację odpowiada Polskie Stowarzyszenie Zero Waste. Polskie tłumaczenie projektu Let’s do it!, to Polska dla Ziemi, a tłumaczenie hasła akcji, która odbędzie się 15 września 2018 (World Cleanup Day), to Światowy Dzień Odśmiecania.